# Mail Me
「Mail Me」（メイル・ミー）は、桃井はるこの1枚目のシングルで、彼女のメジャーデビュー作である。
1990年代にパソコン通信・インターネットや当時パソコン関連が急成長した秋葉原にどっぷりと浸ってきた桃井の人生が反映され、収録された3曲は、メールや検索といったインターネット、CGやホログラムなどデジタル化によって発展した技術や文化と恋愛感情が絡む歌詞になっている。
Mail Me後、くしよしへの楽曲提供などは行っていたが、2002年に音楽ユニットUNDER17を結成し、2004年に解散するまでの間、その活動に集中するために単独での音楽作品は発表しなかったため、次作まで五年の月日が空くこととなった。
表題曲『Mail Me』の歌詞が発表されたのは1999年4月13日で、
同曲は2002年に園子温監督の映画『自殺サークル』挿入歌として、デザートと呼ばれる歌手グループによってカバーされた。また、当時同じ園が監督して製作されたミュージックビデオは『はるこ☆UP DATE SONGS BEST』に収録されている。

## 収録曲
（全作詞・作曲：桃井はるこ、編曲：小池雅也）
1. Mail Me
2. 2001年のゲーム・キッス
3. DIGITAL ESPER
4. Mail Me （Vocaless version）
5. Mail Me （trackless version）